# Neaethus nigronervosus
Neaethus nigronervosus är en insektsart som beskrevs av Melichar 1906. Neaethus nigronervosus ingår i släktet Neaethus och familjen sköldstritar. Inga underarter finns listade i Catalogue of Life.